# Немецкая геральдика

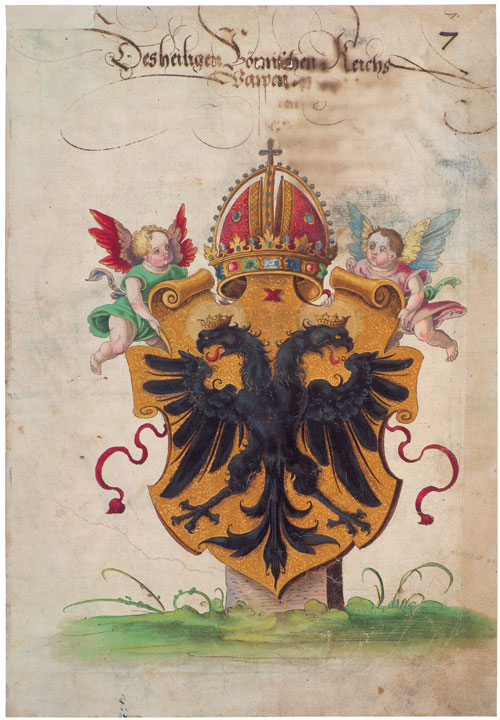
Миниатюра с изображением герба Священной Римской империи из иллюминированной рукописи 1540 года, мастер Виргиль Солис

Немецкая (германская) геральдика (нем. Deutschen Heraldik) — специфическая геральдическая система, характерная для современных Германии и Австрии, а также исторической Священной Римской империи. Понятие включает в себя как государственную, земельную и муниципальную геральдику, так и дворянскую, мещанскую и церковную геральдику. Немецкая гербовая система, отделяемая от галло-британской, латинской и восточно-европейской традиций, оказала сильное влияние на геральдические традиции в странах Северной Европы.
Характерными элементами немецкой геральдической традиции являются использование нескольких шлемов и нашлемников, рассматриваемых как неотделимые от щита элементы, повторение тинктур и фигур щита в нашлемнике, распространённость шестилучевой звезды вместо пятилучевой, возможность окрашивания гербовых зверей многократным делением (рассечение, пересечение, скошение, шаховница), и, наконец, скудное использование геральдических мехов.
Среди гербовых зверей и птиц, как и в других европейских геральдических системах, наиболее видное место занимают орёл и лев. Эти фигуры имели особое значение для Германии, где чёрный орёл стал наиболее узнаваемым символом императоров и Империи, а лев оказался на щитах многих владетельных князей. К концу средневековья геральдические орёл и лев стали символами противоборствующих политических сил, сторонников императорской власти и дома Вельфов соответственно, а затем — и эмблемами сторон в противостоянии гвельфов и гибеллинов.

## Терминология
Немецкие геральдические тинктуры совпадают с таковыми в других европейских странах, но немецкий геральдический язык во многом схож с обыденной речью, и тинктуры обозначаются немецкими словами: Schwarz для черни, Rot для червлени, Gold для золота. Серебро обычно называют Silber (собственно, «серебро»), хотя при блазонировании для описания покрытия может использоваться слово Weiß (белый цвет). Чёрные фигуры оказываются наложены на червлёное поле и наоборот чаще, чем в других западно-европейских странах, как, например, в гербах семейств Штадлер, Родер и Гомберг.
Кроме этих тинктур, издавна существовали редкие коричневая (braun, краснобуро-оранжевый) и телесная (Fleischfarbe), а затем для обозначения оттенков «натурального цвета» (natürliche farben) возник ряд дополнительных составных красок: железно-серая (eisengrau), нередко смешиваемая с пепельной (aschefarb), земляная (erdumberfarb), водяная или стальная (wasserfarb или stahlblau).

Герб Бургенланда как пример использования «кюрша».

Меха именуются следующим образом: горностай — Hermelin, противогорностай — Gegenhermelin, горностай в золотом поле — Goldhermelin, противогорностаевый золотой (pean, то есть золотой узор на чёрном фоне) — Gegengoldhermelin, беличий — Feh, противобеличий — Gegenfeh, белка с костылевидными (крюковидными) колокольчиками-шапочками — нем. Krückenfeh, и белка с разноцветными колокольчиками (vairy, пёстрая белка, то есть с нестандартными цветами перемежающихся зубчатых колокольчиков) — Buntfeh ob [тинктура] und [тинктура].
Помимо этого набора мехов, в немецкой геральдике существует мех-покрытие «кюрш» (нем. Kürsch, он же Grauwerk), сходством с которым в галло-британской традиции обладают Plumeté (перья) и Papelonné (чешуя). Это натуральный светлый мех восточно-европейской разновидности белки, убитой зимой, который обычно изображается в виде поля перекрывающих друг друга чешуевидных лоскутов — стилизованных шкурок. Поле кюрша с добавлением изображения горностаевого «хвостика» на каждом лоскуте называется Schuppenhermelin или Hermelinkürsch, в то время как поле из лоскутков, окрашенных как беличий мех, попеременно рядами в серебро и лазурь — Schuppenfeh. Некоторое время практиковалось и искусственное окрашивание мехов в красный цвет (kelen), считавшихся затем мехами красной белки или куницы.
Несмотря на многообразие меховых покрытий в немецкой геральдики, даже горностай, наиболее употребительный из них, встречается крайне редко, а остальные ещё реже. По подсчётам Бернхарда Петера, в гербовнике Новый Зибмахер в томах с 1-го по 63-й лев появляется на гербах 11 223 раза, а звезда — 10 677 раз, в то время как горностаевый мех появляется в гербах только 193 раза, беличий — 26 раз. Интересно также, что даже белка собственно как геральдическая фигура появляется чаще, чем её мех (42 упоминания у белки, в сравнении с 26 у её меха).
| Тинктуры | Тинктуры        | Тинктуры        | Тинктуры       | Тинктуры       | Тинктуры       | Тинктуры       | Тинктуры       | Тинктуры      | Тинктуры      | Тинктуры        | Тинктуры      |
|          | Металлы/Metalle | Металлы/Metalle | Финифти/Farben | Финифти/Farben | Финифти/Farben | Финифти/Farben | Финифти/Farben | Меха/Pelzwerk | Меха/Pelzwerk | Меха/Pelzwerk   | Меха/Pelzwerk |
| -------- | --------------- | --------------- | -------------- | -------------- | -------------- | -------------- | -------------- | ------------- | ------------- | --------------- | ------------- |
| Щиты     |                 |                 |                |                |                |                |                |               |               |                 |               |
| русск.   | Золото          | Серебро         | Лазурь         | Червлень       | Зелень         | Пурпур         | Чернь          | Горностаевый  | Беличий       | Пёстрый беличий | Кюрш          |
| нем.     | Gold (gelb)     | Silber (weiß)   | Blau           | Rot            | Grün           | Purpur         | Schwarz        | Hermelin      | Feh           | Buntfeh         | Kürsch        |

Как и во франко-английском геральдическом языке, названия делений щита в немецкой геральдике тесно связаны с названиями соответствующих почётных геральдических фигур. Исключением является горизонтальное разделение щита, именуемое geteilt (разделённый) и вертикальное — gespalten (расколотый, рассечёный). В то же время в германско-северной геральдике имеются характерные деления (в русской традиции именуемые листовидными, лилиевидными и т. д.), при блазонировании обозначаемые как im [Gemeine Figur]-schnitt [X:Y] [Richtung des Schnitts], то есть «щит [тип деления] [направление деления] [X] и [Y] [гербовая фигура]», где X обозначает число искомых гербовых фигур выше сечения, а Y — ниже, хотя в русскоязычном варианте чаще указывается общее число используемых фигур. Например, Im Lindenblattschnitt (1:1) schrägrechtsgeteilt в русском варианте звучит как «щит скошен справа двумя липовыми листами», и представляет собой диагональную линию, начинающююся в верхнем геральдически правом (то есть визуально левом) углу, затем у центра принимающую форму двух соединённых листьев липы (первый перевёрнут и обращён вниз) в столб, и продолжающуюся к левому нижнему углу щита. Подобное деление позволяет использовать множество различных гербовых фигур, и кроме того, может делить поля рассечением, пересечением и иными способами.
| Геральдические фигуры | Геральдические фигуры | Геральдические фигуры     | Геральдические фигуры | Геральдические фигуры         | Геральдические фигуры | Геральдические фигуры | Геральдические фигуры |
| --------------------- | --------------------- | ------------------------- | --------------------- | ----------------------------- | --------------------- | --------------------- | --------------------- |
| Геральдические фигуры |                       |                           |                       |                               |                       |                       |                       |
| русск.                | Глава                 | Оконечность               | Столб                 | Пояс                          | Правая перевязь       | Левая перевязь        | Стропило              |
| нем.                  | Schildhaupt           | Schildfuß                 | Pfahl                 | Balken                        | Schrägbalken          | Schräglinksbalken     | Sparren               |
| Геральдические фигуры |                       |                           |                       |                               |                       |                       |                       |
| русск.                | Прямой крест          | Андреевский (косой) крест | Вилообразный крест    | Опрокинутый вилообразн. крест | Остриё                | Кайма                 | Костыль               |
| нем.                  | Kreuz                 | Andreaskreuz              | Deichsel              | Göpel                         | Keil                  | Bord                  | Krücke                |

| Деление щита    | Деление щита | Деление щита | Деление щита        | Деление щита             | Деление щита                             |
| --------------- | ------------ | ------------ | ------------------- | ------------------------ | ---------------------------------------- |
| Простые деления |              |              |                     |                          |                                          |
| русск.          | Пересечение  | Рассечение   | Скошение слева      | Рассечение и пересечение | Расчетверение с помещением щитка в центр |
| нем.            | geteilt      | gespalten    | schräglinks geteilt | geviert                  | geviert mit Herzschild                   |

| Составные деления | Составные деления | Составные деления | Составные деления | Составные деления | Составные деления | Составные деления | Составные деления |
| ----------------- | ----------------- | ----------------- | ----------------- | ----------------- | ----------------- | ----------------- | ----------------- |
| Составные деления |                   |                   |                   |                   |                   |                   |                   |
| русск.            | Пояски            | Столбцы           | Перевязи          | Стропила          | Шаховница         | Ромбовидное       | Клинчатое         |
| нем.              | geteilt           | gespalten         | schräggeteilt     | gesparrt          | geschacht         | gerautet          | geständert        |

## История
Одним из наиболее древних и характерных примеров немецкой геральдики является имперский герб, появление которого связывают с императором Карлом Великим, который поднял чёрного орла в своём дворце после коронации в 800 году, и, таким образом, предрёк использование орла в качестве непреходящего символа империи на протяжении последующих веков. По другой версии, образцом для создания рисунка герба в период 1125—1175 годов могла послужить фигурка орла — навершие императорского скипетра Оттоновской эпохи, имитировавшего позднеримские жезлы и являвшегося непосредственным продолжателем традиции иконографии сидевшего на шаре орла Юпитера.
Широко использовавшиеся в позднем Средневековье печати (Siegel) сыграли важную роль в распространении геральдики среди различных социальных институтов. Согласно фон Фольборту, «обычай воинской касты использовать свои гербы на печатях сделал этот вид изобразительной идентификации весьма модным и привёл к принятию гербов всеми использующими печать». Знатные дамы начали пользоваться гербовыми печатями с XII века. Среди бюргеров геральдика начала распространяться в XIII веке, а в XIV веке даже некоторые крестьяне использовали собственные гербы. Немецкая бюргерская геральдика могла сыграть ключевую роль в развитии шведской геральдики, особенно в Стокгольме, четверть населения и половину состава магистрата которого в XIV—XV веках составляли немцы.

## Гербовые элементы

### Фигуры

Лев на гербе Верхнего Таунуса

В геральдике гербовой фигурой именуется любой объект, помещаемый в поле щите, или даже поверх другой фигуры. В немецкой геральдике, как и в других европейских геральдических традициях, наиболее употребительные фигуры включают в себя крест, орла и льва, но особенностью окрашивания подобных фигур (особенно львов) в данной традиции является весьма распространённое накладывание на фигуру составных делений, таких как многократное пересечение, рассечение, шаховница и прочие. Например, гербы земель Гессен и Тюрингия центральной фигурой имеют «пёстрого», девятикратно пересеченного на червлень и серебро, льва. Уже Манесский кодекс (1300 год) изображает рядом с королём Богемии Вацлавом II (наряду с гербом Богемии — серебряным двухвостым львом) в щите шахматного чернью и червленью орла — вероятно, одно из первых изображений моравского герба, а другая миниатюра показывает герб игрока в нарды, с основной фигурой разделённого шахматно на серебро и чернь льва.
Из-за давней практики совмещения (marshalling) двух и более гербов в одном щите методом деления объединяемых гербов посредине (именуемая димидиацией), на некоторых немецких гербах центральная гербовая фигура визуально оказались располовинена в цветовом отношении, сохранив законченную, лаконичную форму обыкновенной фигуры, как, например, на гербе Верхнего Таунуса. Несмотря на постепенное вытеснении димидиации рассечением (когда фигуры остаются нетронуты и попросту «ужимаются» до половины щита), достаточно обширный пласт гербов сохранил и в позднем Средневековье некоторые проявления располовинивания, яркий пример которых, «фризский орёл» (аугментация в виде половины имперского орла в правом золотом поле рассечённого герба), впервые фиксируется в XV веке. Это элемент немецкой геральдический системы можно наблюдать, к примеру, в современных гербах районов Гослар и Биберах, где в правом золотом поле рассечённого герба половина двуглавого взлетающего чёрного орла, а в левом — цельные лев и епископский посох соответственно.

#### Орёл и лев

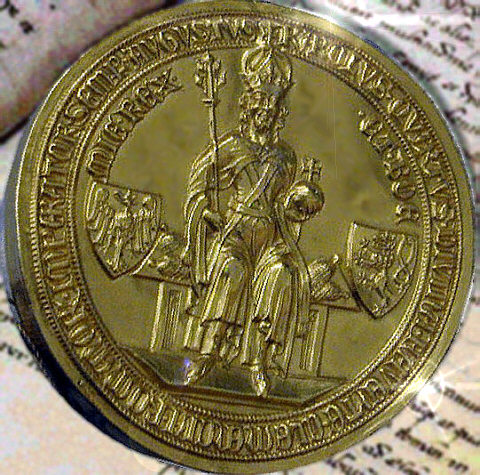
Печать на золотой булле 1356 года. Слева от императора изображён герб с имперским орлом, а справа — с богемским львом.

Два наиболее популярных в геральдике зверя, лев и орёл, имеют особую политическую значимость для средневековой Германии и Священной Римской империи. Согласно Нюбекеру, «этот геральдический антагонизм<…> сделал орла символом императорской власти и льва символом княжеского суверенитета». Также:

В героической поэме Генриха фон Фельдеке на основе истории Энея, носитель герба льва противопоставляется носителю герба орла. Если последний предстаёт в качестве исторического и географического предвестника императора Священной Римской империи, то носитель льва на щите представляет непокорных феодалов, которым император вынужден был делать всё больше и больше уступок, в частности, могущественному герцогу Саксонии и Баварии, Генриху Льву (1129—1195) из дома Вельфов. Герцог Генрих не имел герба в техническом смысле, но использовал натуралистичное изображение льва в качестве эмблемы на своей печати и воздвиг монументального и реалистичного бронзового льва возле своего замка Данквардероде в Брауншвейге. Он также оставил своим потомкам для принятия формальный герб с двумя львами настороже, который был получен из герба Англии, в котором присутствовали три таких льва. Генрих называл себя в латинском варианте Henricus Leo, а по-немецки — Heinrich der Löwe и Heinrich Welf.
Оригинальный текст (англ.)In the heroic poem by Heinrich von Veldeke based on the story of Aeneas, the bearer of the arms of a lion is set against the bearer of the arms of an eagle. If one takes the latter to be the historical and geographical forerunner of the Holy Roman emperor, then the bearer of the lion represents the unruly feudal lords, to whom the emperor had to make more and more concessions, particularly to the powerful Duke of Bavaria and Saxony, Henry the Lion (1129–1195) of the house of Guelph. Duke Henry did not bear arms in the technical sense, but he used a naturalistic picture of a lion as a seal and erected a monumental and lifelike bronze lion outside his castle of Dankwarderode in Brunswick. It was left to his descendants to adopt a formal coat of arms, with two lions passant, which was derived from the arms of England, which had three such lions. Henry referred to himself in Latin as Henricus Leo... in German, Heinrich der Löwe and Heinrich Welf (Guelph).

Согласно некоторым предположениям, феодальные властители высокого Средневековья (уже упомянутый саксонский герцог Генрих лев, датский король Вальдемар I Великий и английский Ричард I Львиное Сердце, принёсшие оммаж штауфенским императорам) заимствовали идущих львов из герба Штауфенов — три чёрных идущих льва в золотом поле. В таком случае, загадкой остаётся причина такого заимствования: признание ли это своей вассальной зависимости или же претензия на равенство с императором. Саксонский герцог сменил тип печати после своего падения в 1180 году — лев в круглом поле печати вместо всадника, а уже его сын Генрих Старший использовал герб с двумя идущими львами, от которого произошёл герб Брауншвейга. Датский же и английский короли, по мнению С. Хамфри-Смита, а также Э. Сване, приняли герб, похожий на императорский, как вызов Генриху VI. Такого рода попытки повысить свой авторитет если и известны геральдике, то очень редки, зато хорошо известна традиция, согласно которой вассал перенимал герб своего сеньора с определёнными изменениями, причём, чем меньше было такого рода изменений, тем почётнее считалось положение вассала при своём господине.
В годы правления Фридриха II двуглавый орёл становится официальным гербом императоров Священной Римской Империи, что иногда связывают с византийским влиянием на Сицилии, королём которой Фридрих был с 2 лет. В хронике Матфея Парижского приведён «Императорский щит», сопровождающий письмо Фридриха Генриху III.
После смерти Фридриха II Священная Римская Империя вошла в длительный период смут и междоусобных войн, и последующие императоры, такие как Людвиг Баварский (1328—1347) и Карл IV Люксембург (1355—1378) использовали двуглавого орла на своих печатях и гербах, но по популярности он сильно уступал своему одноглавому собрату. Только при Сигизмунде Люксембурге он вернул официальный статус.

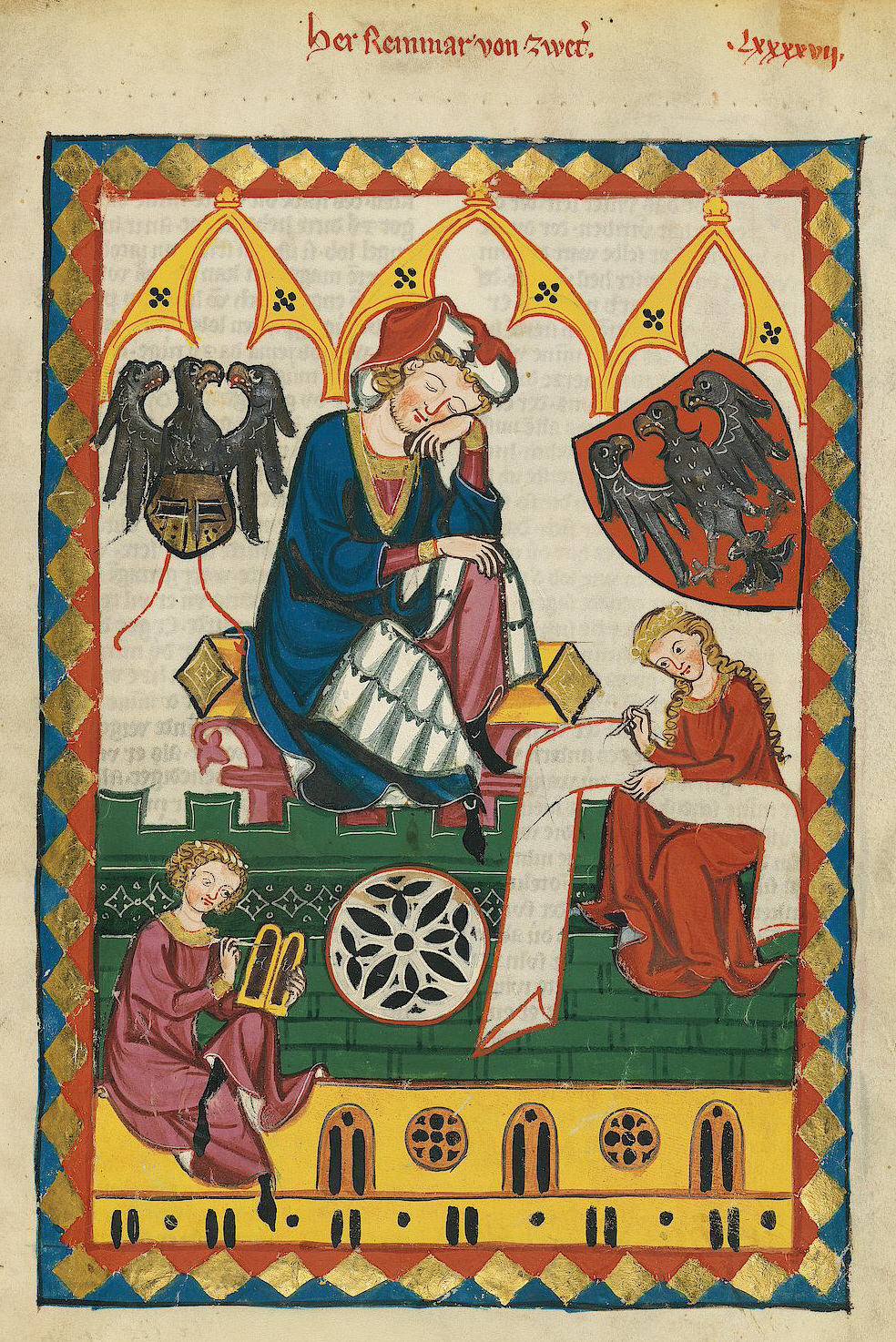
Трёхглавый орёл на гербе Рейнмара фон Цветера, из Манесского кодекса.

По предположениям Нюбекера, немецкий имперский орел восходит в истории символа к древним римлянам, а его германский период начинается, когда вновь коронованный в 800 году император Запада Карл Великий воздвигает имперского орла в своём дворце в Ахене. С XIII века утвердилось в иконографической традиции мнение, согласно которому орёл императора должен иметь две головы, в то время как королю римлян, ещё некоронованному папой будущему императору, полагался с одной. Эта практика была признана в 1401 году императором Сигизмундом, в бытность его имперским викарием. После упразднения Наполеоном в 1806 году Священной Римской империи имперский двуглавый орёл был вновь возрожден императором Францем II в качестве символа новосозданной Австрийской империи.
В средневековой Германии одноглавный орёл также являлся символом дома Гогенцоллернов, вероятно, перейдя им как прусским герцогам от магистров Тевтонского ордена. В то время как двуглавый орёл стал гербом императора и вместе с тем управляемого им государства, одноглавый орел использовался в качестве символа римского короля и германских земель в составе рейха. Император также иногда предоставлял некоторым князьям и вольным городам право использования имперского орла в качестве щитодержателя, и, в различных по цвету и форме вариациях, — как мотив из герба сеньора на собственном гербе. Среди немецких орлов примечателен использовавшийся на щите миннезингера Рейнмара фон Цветера — трёхглавый, с головами на сгибах (плечах) распростёртых крыльев (нем. sachsen).

### «Верхний щит»

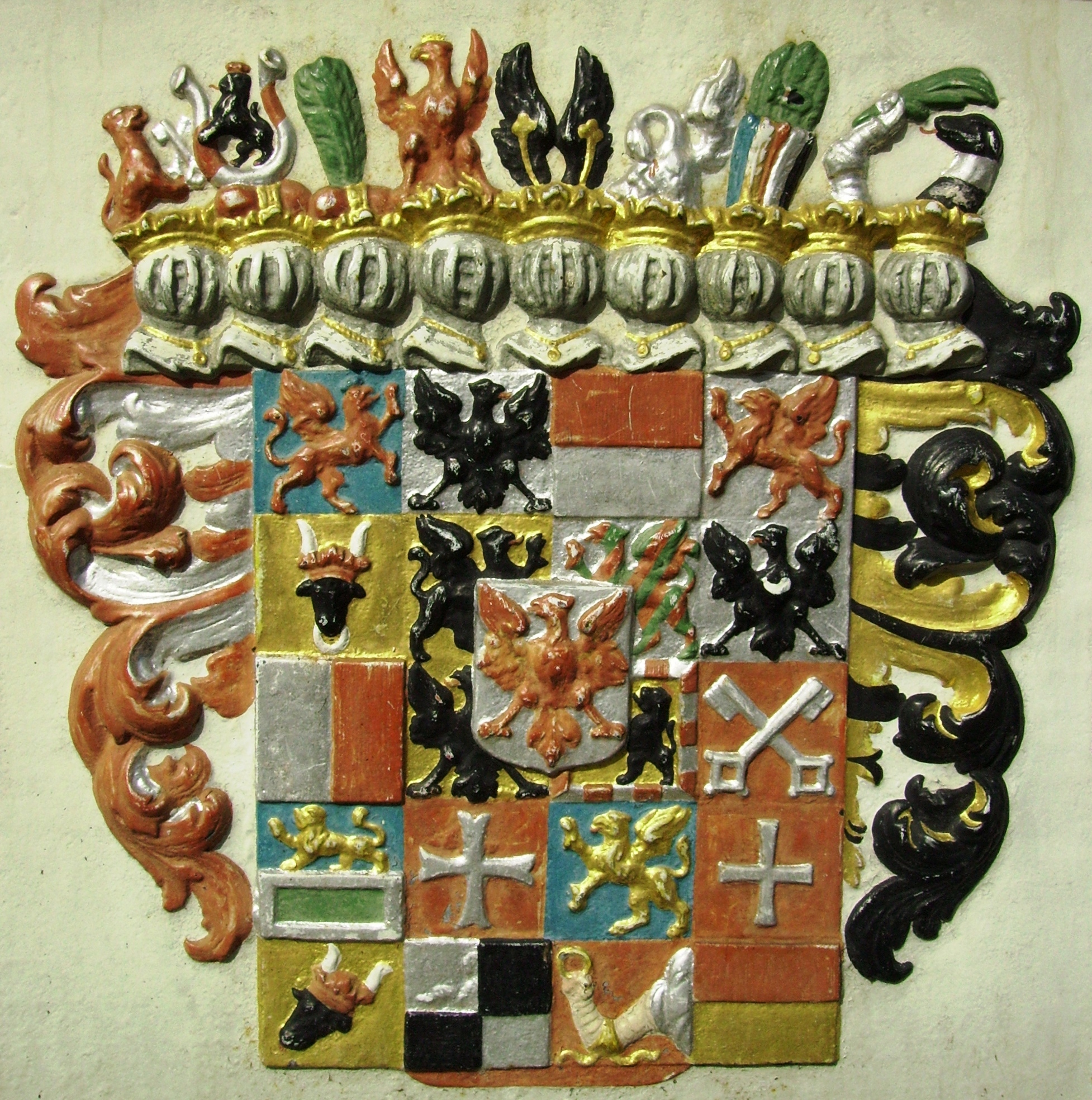
Герб Карла Вильгельма Фридриха, маркграфа Бранденбург-Ансбаха, 1727 год.

Для Германии с XIII века стало обыденным воспроизведение гербового щита, увенчанного шлемом с нашлемником и намётом в качестве «верхнего герба» (oberwappen); последний вместе со щитом образовывал иконографически устойчивый полный герб. Шлем, весьма часто изображаемый в гербовниках, свидетельствовал о социального статусе носителя герба. Так, открытый шлем полагался для дворян, в то время как на мещанских гербах практически всегда использовался закрытый, глухой шлем. Князья-епископы использовали вместо шлема митру, а светские князья помещали на герб княжескую шапку.
Характерным для немецкой геральдики является помещение нескольких шлемов в одном гербе. Они считаются важными, неотъемлемыми от щита элементами герба, поскольку зачастую их количество совпадает с количеством феодов, принадлежащих носителю. Предполагается, что если число шлемов чётно, то они, по правилам геральдического «вежества», обращены внутрь, к центральной вертикальной оси щита, в отличие от скандинавской геральдики, где шлемы изображались наружу; если же изображается нечётное их количество, центральный шлем направляется affronté (лицом к смотрящему). Например, герб последних маркграфов Бранденбург-Ансбаха состоял из щита с двадцатью одним полем, увенчанного тринадцатью шлемами с нашлемниками. Ещё одна отличительная черта немецкой геральдики заключается в использовании «шейного клейнода» (нем. halskleinod) — медальона, подвешенного на цепочке, обвивающей горловину шлема. Этот отличительный знак турнирных обществ, изображаемый практически исключительно с решётчатыми шлемами старинных дворян, который зародившись в Германии, довольно быстро распространился почти по всей Европе, закрепившись в роли почётного геральдического атрибута.
Также типичным для германо-скандинавской геральдической традиции является повторение основных фигур и тинктур/узоров щита в нашлемнике (так называемый «дополнительный клейнод» — hilfskleinod), хотя это не всегда соблюдается — нашлемник может как согласовываться со щитом, так и обладать знаковой самостоятельностью (schmuckkleinod). По подобному же правилу, то есть в соответствие с доминирующими тинктурам щита, почти всегда окрашен исходящий из под бурлета намёт: переменно финифтью и металлом, причём поверхность окрашивается основным цветом щита, а изнанка (подбой) — основным металлом.
Нашлемники в немецкой геральдике закрепились, став фамильными, и их изменение нередко служило параллелью западной практике внесения в щит бризур. При этом для нескольких шлемов в гербе используется соответствующее им число нашлемных украшений. Нередко изображаемые с XIV века множественные нашлемники всегда рассматриваются неотделимо от своего шлема и повернуты согласно его положению.

### Щитодержатели

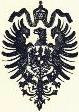
Кайзеровский орёл

Подобно другим геральдическим традициям, в немецкой герб может быть изображен как с щитодержателями, так и без них, и многие гербы не включают их в свой состав. В качестве щитодержцев используются фигуры людей, зверей и мифических созданий, которые помещающиеся по сторонам гербового щита, как бы держа его, хотя не во всех гербах задействовано подобное расположение держателей. Изначально щитодержатели представляли собой лишь декоративный, никак не регламентируемый элемент, способный иногда играть знаковую роль (религиозного символа, дополнительной эмблемы хозяина). В качестве его специальных элементов они начало оформляться лишь к концу XV столетия, и в XVI—XVII веках надёжно проникли в геральдику. Согласно фон Фольборту, «как знак милости, император жаловал некоторым имперским князья право на использование имперского орла, как щитодержателя», и в таких случаях имперский орёл изображался одиночно, в качестве щитоносца держа главный щит.
Особенно часто встречается в немецкой геральдике в качестве щитодержателя дикий человек — обнажённый, с отросшими волосами, с венком на голове и с поясом из листьев, с дубиною в руке.

### Девизы
Девизы редко использовались в средневековой немецкой геральдике, но к концу XIX века стали популярны. Большинство известных немецких девизов, такие как «Gott mit uns» (Бог с нами), «In deinem Licht sehen wir das Licht» (Посмотришь на его место, и нет его), «Meine Zeit in Unruhe, meine Hoffnung in Gott» («моя пора в тревогах, моё упование в Боге»), «In Gott ist meine Zuversicht» (в Боге моя вера), и «Gott allein die Ehr» (честь — только Богу) используют немецкий язык, в то время как иные известные немецкие девизы звучат на латыни, например, такой как «Pro gloria et patria» (ради славы и отечества).

## Регулирование

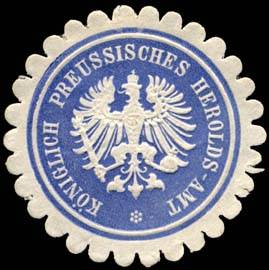
Почтовая облатка Королевской герольдии Пруссии

С XII века по всей Европе распространяется институт герольдов (нем. herold), в чьи обязанности входило знание гербов, опознавание гербовладельцев на турнирах, на поле боя, служение в качестве посланников-парламентёров, сбор и систематизация сведений о гербах и происхождении их хозяев. В XIV веке оформилась трёхступенная иерархия гербовых вестников: персеванты, собственно герольды и гербовые короли (wappenkönig) — верховные герольды, обычно стоявшие во главе так называемых гербовых марок (исходно турнирный термин, применявшийся к обширным округам, на которые условно делилось «турнироспособное» население Европы). Герольды именовались особым должностным именем, чаще всего воспроизводившим название наблюдаемой ими территории: так, гербовый король императора носил титул «Romreich» или же «Reichsherold», а Гельдерна — «Gelre».
При императоре Карле IV заканчивается формирование должности придворного палатин-графа, получавшего от императора часть его юрисдикции, так называемые резерватные права, вместе с письменным уполномочением — комитивой (comitiva). Среди его полномочий присутствовало право пожалования гербов горожанам (малая комитива) и право выдачи грамот о жаловании дворянства и герба (большая комитива).
В новое время в некоторых государствах Священной Римской империи локальные сообщества герольдов (трансформировавшихся к тому времени в юристов и государственных служащих) получили формальную организацию: в Пруссии в 1706 году, после провозглашения королевства, была образована Высшая герольдия (Oberheroldsamt), вскоре распущенная, и только в 1855 году организована Королевская прусская герольдия (Königlich Preussisches Heroldsamt); в ставшей королевством в Наполеоновскую эпоху Баварии в 1808 году была учреждена должность державного герольда (Reichsherold) с соответствующей герольдией (Reichsheroldsamt); в Саксонии в 1902 году организован комитет по делам дворянства (Ausschuss für Adelssachen или Kommissariatt für Adelsangelegenheiten).

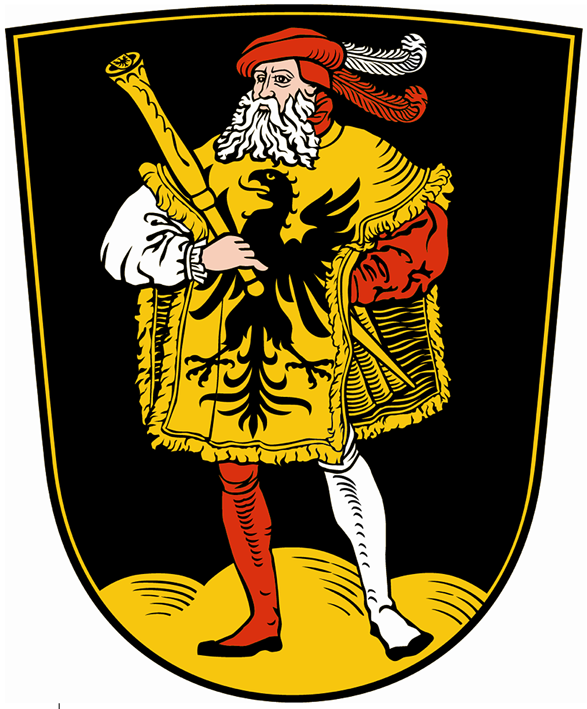
Герб берлинской геральдической ассоциации «HEROLD»

После ноябрьской революции и крушения Империи, в период 1918—1920 годов, государственные герольдии в Германии были упразднены а их регистры и матрикулы — переданы в архивы. Таким образом, республиканская Германия отказалось от практики государственных геральдических служб, как организаций, имеющих корни в монархических институтах и сословном делении общества. Регулирование государственных и муниципальных гербов было предоставлено непосредственно этим учреждениям: Эмблема республики и правила её использования регулируются федеральными властями, гербы земель — регулируются основными законодательными актами ландтагов соответствующих земель, а районные и коммунальные гербы могут быть приняты и изменены по усмотрению с помощью гербовых уставов.
С упразднением исторических герольдий и ликвидацией сословных неравенств государство стало воздерживаться от вмешательства в область личной и родовой геральдики, переведя, таким образом, личную геральдику из разряда публичного права в разряд частного. Прерогатива сбора и регистрации личных и родовых гербов перешла к негосударственным геральдическим ассоциациям, таким как «HEROLD» в Берлине и ганноверский «Zum Kleeblatt», а также независимым геральдистам. Такие же ассоциации существуют в немецкоговорящих Австрии и Швейцарии. Регистрация (включение гербов в специально публикуемые гербовые сборники (Deutsche Wappenrolle, Niedersächsische Wappenrolle и пр.)) носит лишь описательно-рекламный характер. Тем не менее, право на герб (считающееся полным аналогом права на имя) можно совершенно официально отстоять в суде, и регистрация в таких сборниках может сыграть важную роль.
Также, несмотря на то, что в Германии нет более источника пожалований «от государства», как и нет официального сословия дворян, по сегодняшний день существует неофициальный комитет по правовым вопросам дворянства, действующий в области частного права и рассматривающий вопросы легитимности дворянского происхождения и используемой дворянской геральдики.

## Национальная геральдика

Германский орёл

Немецкий чёрный орёл является одним из старейших государственных символов в Европе, иконографически уходя корнями в догеральдическую эпоху царствования Карла Великого, и дальше, через общегерманских воронов Вотана ко временам орла Юпитера. Чёрный же орёл с червлёным вооружением и языком в золотом щите также изображён на флаге федерального правительства, полностью повторяя герб республики.
Герб Священной Римской империи, так же отображал чёрного орла в золотом поле, но уже с давних пор у него изображалось две головы. После упразднения империи на гербе сменившего её Германского союза также был изображён чёрный двуглавый орёл, но без нимбов и монархических атрибутов. В 1871 году, после провозглашения Германии империей, орёл стал одноглавым и обращённым (геральдически) вправо, получив на грудь щиток с гербом Гогенцоллернов, и позднее — гербом Пруссии, а в 1888 году — получил германскую императорскую корону над главой и подвешенный на цепи под щитком знак ордена Чёрного орла. После упразднения монархии атрибуты её были убраны из герба, и орёл, приобретя более мирный вид, стал изображаться в золотом щите. В современной ФРГ используется вариант герба Веймарской республики, разработанный в 1926 году художником Карлом-Тобиасом Швабом.

## Региональная и муниципальная геральдика

Священная Римская Империя и её земли, 1510 год.

Собственными гербами обладают все германские регионы, среди которых есть приравненные к таковым города федерального подчинения (Берлин, Гамбург и Бремен). Большинство из них были составлены в момент вступления в Федерацию, но в своей основе опираются на предшествующие влияния. Происхождение этих гербов варьируется — среди них есть ставшие впоследствии территориальными родовые дворянские гербы, принятые в качестве гласных гербов или же несущие символические изображения, указывающие на местные достопримечательности, исторические события, хозяйственный профиль города. Большинство из них основаны на ранних сигилях или городских печатях, используемых для удостоверения подлинности документов в Средние века.

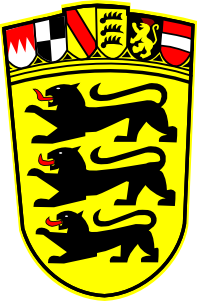
Вариант герба Баден-Вюртемберга

Часто современные земельные гербы либо полностью копируют символы территорий-предшественниц, либо включают их в свой состав. Например, теперешний герб Баден-Вюртемберга в основном щите воспроизводит герб исторической Швабии и династии Вельфов — в золотом поле три чёрных шагающих льва с червлёными языками, что должно символизировать единство новой земли (образована 25 апреля 1952 года объединением федеральных земель Вюртемберг-Баден, Южный Баден и Вюртемберг-Гогенцоллерн). Кроме этого, в Большом гербе на щите покоится стилизованная корона из шести исторических гербов территорий, входящих в состав земли: Баден, Вюртемберг, Гогенцоллерн, Пфальц, Франкония и Передняя Австрия.
Красный орёл в качестве символа Бранденбурга известен с X века и до сего дня, и, по легенде, был принят ещё Геро I Железным. Первое засвидетельствованное появление орла относят к печати маркграфа Оттона I от 1170 года, и по утверждениям некоторых историков (Теодор Ильген, Герман Краббо), красный орёл является родовым символом Асканиев уже в бытность их графами Балленштедта. Другим же (Альфред Антоний фон Зигенфельд, Эрих Гритцнер) видится в этом устоявшаяся практика принятия герба сюзерена, в данном случае — императора, как его официального представителя в этих землях, подобно тому, как это сделали графы Нойенара и Савойи, герцоги Силезии (герб Силезии). В современной интерпретации герба червлёный орёл с золотым вооружением помещён в серебряном поле, а на плечи орла наложены золотого цвета скобы, характерные для немецкой геральдике, называемые Kleestängel или Kleeblattstengel — «Стебель трилистника [клевера]».
Герб Берлина изображает в серебряном поле чёрного медведя с червлёным вооружением — как считается, гласную фигуру, произносящую первый слог названия города. Герб для официального использования увенчан открытой «народной» короной, характерной для немецких и скандинавских самоуправляемых городов. На городских печатях Берлина медведь занимает видное место с XIV века, но в качестве щитодержателей медведи были использованы ещё раньше — красный бранденбургский орёл (свидетельствовал о получении прав города от маркграфства Бранденбург) на фоне городской стены появился на первой печати Берлина 1250-х годов, а уже в 1280 году на печати появляются поддерживающие щит с орлом чёрный и бурый медведи и маркграфский шлем. На печати 1338 года медведь о четырёх лапах имеет висящий на шее герб Бранденбурга. На печати середины XV века медведь появляется в поле щита, а орёл вонзает в его спину когти, что иносказательно отображает факта становления города в качестве столицы бранденбургских курфюрстов. Около 1600 года орёл исчез с герба и магистрат города пользовался и малой печатью с медведем без орла до 1709, когда был принят герб со стоящим на задних лапах медведем, а над ним уже два орла — прусский и брандербургский, но в XX веке орлы вновь были убраны из герба.
Рисунок ключа присутствует на печатях Бремена, основанного в 1190 году, уже с XIII века, и к настоящему времени гербом Бремена является в червлёном поле лежащий наискось серебряный ключ бородкой вверх, выполненный в готической форме («Бременский ключ», Bremer Schlüssel). Ключ — это атрибут апостола Петра, покровителя Бременского кафедрального собора. В период противостояния города с властвовавшим дотоле епископом, на печати города был изображен апостол Пётр с крестом, заменивший фигуру епископа.

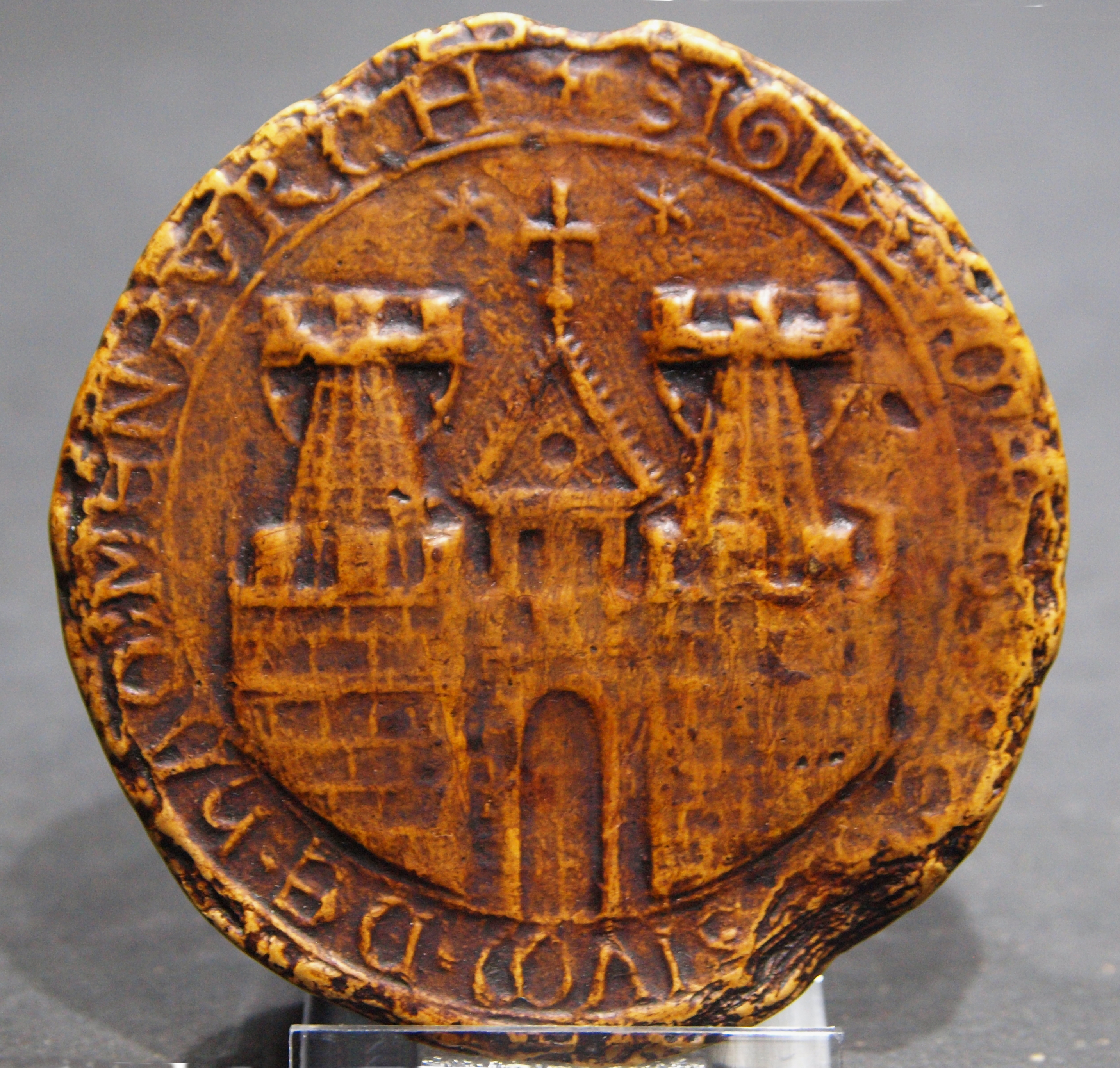
Печать Гамбурга от 1241 года.

Первый герб Гамбурга, изображённый на городской печати, датируемой 1241 годом, изображает в центре проездную башню с закрытыми воротами, по бокам — две башни на городской стене с шестиконечной звездой над каждой башней. Крепость на гербе интерпретируется как стилизованное представление собора Пресвятой Девы Марии, а шестиконечные звёзды, традиционные для немецкой геральдики — как «звёзды Девы Марии» (нем. Mariensterne).
В народной традиции увязывается символика гербов Бремена и Гамбурга, и шутливо отмечается, что «Гамбург — это ворота в мир, но ключ от них в Бремене». Примечательно также, что оба вольных города являлись крупнейшими членами Ганзы и до теперешнего дня используют в гербах традиционные ганзейские цвета — белый и красный.
Трир, претендующий на звание старейшего города Германии и являющийся одним из самых старых городов Европы, на своём гербе изображает в красном поле святого апостола Петра, небесного покровителя города, с нимбом и в золотом одеянии, держащим вертикально золотой ключ в правой руке и Библию в красном переплёте в левой. Более ранние городские печати рисуют апостола вытянувшим руку с ключом и окружённым городской стеной, часто с надписью «Sancta Treveris» (Священный Трир). Представление о фигуре Святого Петра в гербе менялось несколько раз, а теперешние цвета были приняты в XIX веке. С XIII века, архиепископ Трира был одним из трёх духовных курфюрстов Священной Римской империи, но в качестве княжества Трир имел иной герб — на серебре прямой червлёный крест.
Герб города Веймара, известный с XIV века, изначально являлся гербом графов Веймар-Орламюнде из династии Орламюнде. Согласно описанию, в гербе Веймара на золотом, усеянном червлёными сердцами поле изображён восстающий чёрный лев с червлёным языком и обращенным хвостом. В герб же графов окружённый сердцами лев попал с герба Дании, после женитьбы датской принцессы Софии на графе Зигфриде III(1176—1206). Тинктура фигуры льва изменяется с лазурной на чёрную после перехода города к ландграфам Тюрингии из династии Веттинов, у которых лев на гербе имел чёрный цвет. С гербом Веймара практически полностью совпадает герб Орламюнде, с парой исключений — если в веймарском варианте красные сердца усеивают поле щита, то в гербе Орламюнде сердца в числе 10 окружают фигуру льва с полным червлёным вооружением.

## Церковная геральдика

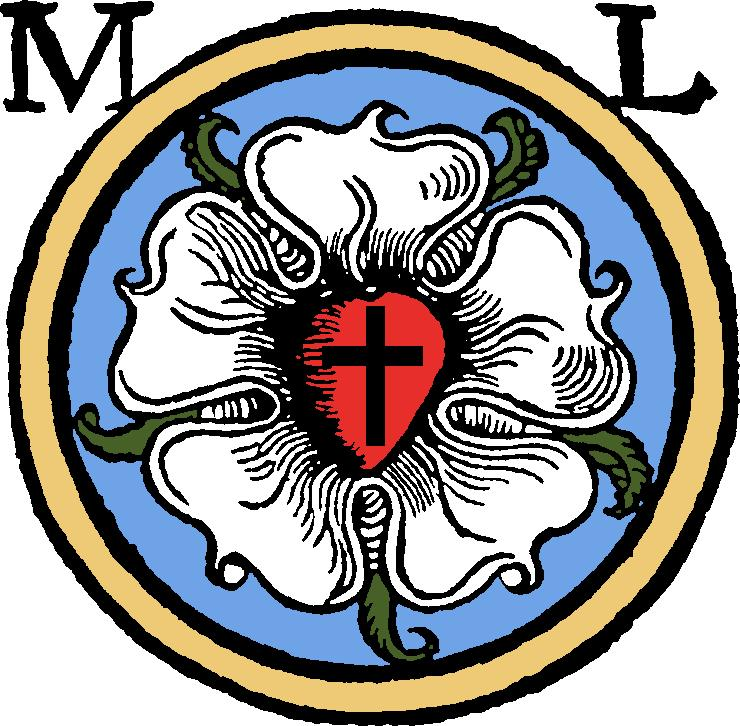
Персональная печать Мартина Лютера с 1530 года, в настоящее время — символ лютеранства.

Церковь, являвшаяся крупнейшим феодальным собственником средневековья, рано начала использовать гербы в практических целях — для идентификации и демонстрации территориальной принадлежности церковных организаций. Гербы встречаются на печатях аббатств и епископов с XII века, но структурированной эклезиальной геральдики не существовало до XVII века, когда была введена формализованная иерархия церковным шляп, приписываемая Пьеру Паллио. В новое время система окружающих щит фигур регулировалась в Католической церкви письмом папы Пия X «Inter Multiplices curas» от 21 февраля 1905 года, а регуляцией и регистрированием содержимого непосредственно щита занималась Геральдическая комиссия Римской курии, но так как в 1960 году эта структура была упразднена папой Иоанном XXIII, оформление щита с тех пор не имеет никакого официального утверждения. Так, занимающаяся изучением и систематизацией гербов Италии геральдическая коллегия (Collegio Araldico) в Риме признана Святым Престолом, но не имеет правовых полномочий, а ежегодник «Annuario Pontificio» перестал публиковать гербы кардиналов и пап прошлого после 1969 года. Международный обычай и национальное законодательство регулируют некоторые аспекты геральдики, но с 1960 года состав эклезиального герба зависит, в первую очередь, от экспертных консультаций.
Зачастую епископ, если он является епархиальным архиереем, объединяет личный/родовой герб с гербом епархии в соответствии с нормами геральдики. Подобное совмещение, как правило, осуществляется путём рассечения щита напополам, с помещением герба епархии слева от зрителя (геральдически справа) и личного герба в правой для зрителя половине. В Германии и Швейцарии же более обыденной практикой епископских гербов стало счетверение, а не рассечение.

## Личная геральдика

### Дворянские гербы
Дворянство в немецком языковом пространстве — неоднородное явление, и в каждом регионе существовала своя специфика. Так, весьма часто дворянство подразделяют по нобилитации на старинное и жалованное. К первому относят роды, которые, по достоверным источникам, принадлежали к благородному дворянству ещё до 1400 года, ко второму же — рода, которые были возведены сувереном в дворянское достоинство с вручением экземпляра дворянской грамоты (Adelbrief) и пожалованием герба. К последнему примыкает дворянство меча (Schwertadel), учреждённое королём Пруссии для военных после победы во франко-прусской войне 1870—1871 годов. Как общий признак в гербе все пожалованные дворянством меча получали пурпурную главу с зелёным лавровым венцом, в котором находятся перекрещенные скипетр и меч
Вийнбергенский гербовник, датируемый 1270—1285 годами, содержит 168 гербов немецких дворян — вассалов французского короля Филиппа III, в том числе Генриха Петтерсхейма (в червлёном поле, усыпанном серебряными гонтами, серебряный же восстающий лев) и Ферри (Вирриха) II фон Дауна, владетеля Оберштайна (в серебряном поле чёрное решётчатое сплетение).
Распространение сред дворянства получили гербовые цвета. Так, гербом графов Габсбургов был красный лев в золотом щите, а гербовыми (ливрейными) цветами — золотой и красный. Герцог Рудольф I Габсбург в 1273 году стал императором Священной Римской империи, и при последующих императорах из этого дома гербовые цвета Габсбургов сменились с золотого с красным на чёрно-золотые (чёрный орёл в золотом поле). В то же время родовым гербом Гогенцоллернов был щит, рассечённый и пересечённый на серебро и чернь, а гербовыми цветами, соответственно, — чёрный и белый, при объединении Германии появившиеся на её флаге вместе с красным.

### Мещанские гербы

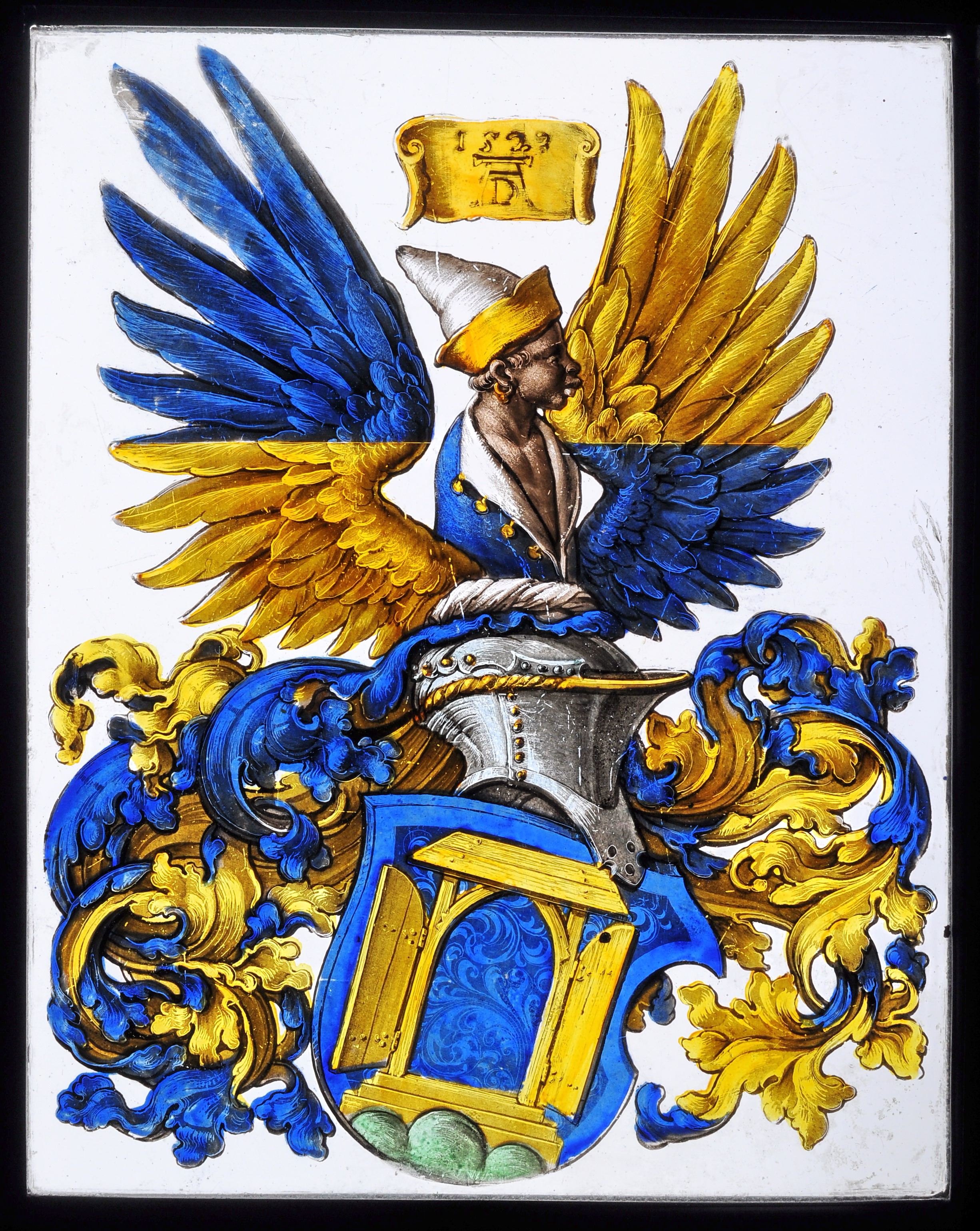
Один из самых известных мещанских гербов Германии — гласный герб Альбрехта Дюрера.

Хотя принятие собственного герба всегда оставалось свободным, императоры Священной Римской империи со времён Карла IV начали жаловать гербы, не возводя людей до дворянского достоинства. В XV веке полномочия даровать гербы были переданы придворным палатин-графам, которые с тех пор также жаловали мещанам гербы. Эти люди принадлежали к сословию гербовых мещан, как назывались обладатели гербов, занимавшиеся недворянскими профессиями — торговцы, ремесленники и врачи. Подобное принятие воспринималось как роскошь, которую не каждый был в состоянии себе позволить.
«Копьевой» шлем был предписан для гербов недворян, в то время как использование в геральдике «турнирного», решётчатого, шлема было привилегией аристократов, которая охранялась рейхсканцелярией, бывшей поддерживателем турнирной традиции. Эта привилегия распространялась на некоторыми слои населения, обладавшие схожим со знатью статусом, например, носителей звания доктора в области права или богословия. Обычая использования в гербе решётчатого шлема также придерживались городские патриции. Хотя правило использования мещанами глухого шлема не всегда соблюдалось, оно до сих пор остаётся нормой во многих странах германо-скандинавской геральдической традиции — например, в шведской геральдике.
После упразднения Священной Римской империи гербы больше не жаловались мещанам, за исключением королевства Саксония, где такие пожалования даровались в период с 1911 до 1918 года. В иных регионах мещанские гербы было принято самостоятельно принимать. Такая родовая геральдика сохраняется в Германии до сих пор и мещанские гербы охраняются законом.